# Dean O’Banion

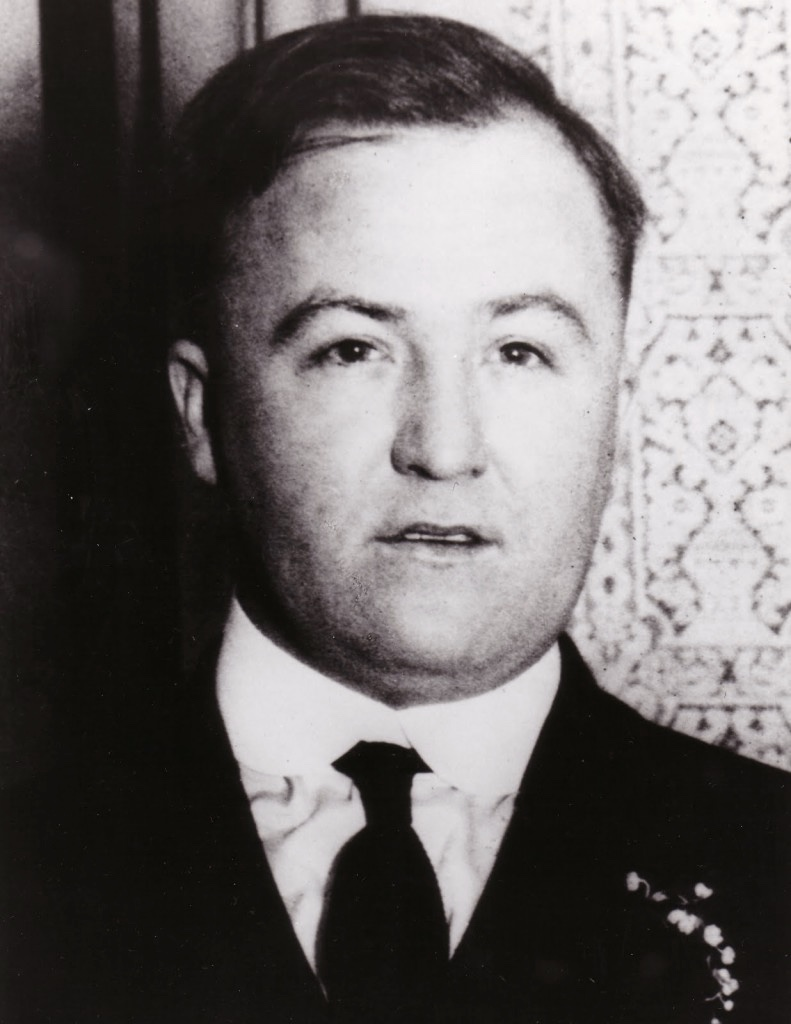
Dion O’Banion

Dion O’Banion, właściwie Charles Dion „Deanie” O’Banion (ur. 8 lipca 1892 w Maroa, zm. 10 listopada 1924 w Chicago) – amerykański gangster irlandzkiego pochodzenia, najgroźniejszy rywal Ala Capone i Johnny’ego Torrio w walce o dominację w świecie przestępczym Chicago.
Dorastał w północnej dzielnicy Chicago – Little Hell, był chórzystą w katedrze Świętego Imienia. W okresie poprzedzającym prohibicję współpracował m.in. z Lou Greenbergiem i Maxie Annenbergiem. Wraz z nastaniem prohibicji został przywódcą gangu w dzielnicy North Side (do jego organizacji należeli m.in. Hymie Weiss, George „Bugs” Moran, Vincent „Schemer” Drucci – jedyny Włoch, oraz Dapper Dan McCarthy). Nawiązał współpracę z żydowskimi gangsterami Nailsa Mortona.
Jego gang stopniowo przejmował lokalne gorzelnie i destylarnie, przy okazji dokonywał napadów na transporty alkoholu (co z kolei nie odpowiadało Johnny’emu Torrio i braciom Genna). Konflikt między jego gangiem a braćmi Genna (Bloody Angelo, Mike the Devil, Pete, Sam, Jim i Tony the Gentleman) się zaostrzał, co skrzętnie wykorzystywał ten trzeci – Johnny Torrio. Jednakże szwindel, jakiego dopuścił się Dion wobec Johnny’ego Torrio, doprowadził do zachwiania status quo między ich gangami (kupiona przez Johnny’ego, za pół miliona dolarów, gorzelnia stała się później celem nalotu agentów federalnych). Po tym zajściu wojna między nimi była nieunikniona.
Dion O’Banion zginął zastrzelony w swojej kwiaciarni przy North State Street (zabójstwa dokonało trzech mężczyzn – jeden ze sprawców chwycił go mocno za dłoń w taki sposób, że Dion nie mógł sięgnąć po żaden ze swoich dwóch pistoletów, które ukryte były w kieszeniach szytego na miarę garnituru). Zabójcy nie zostali złapani – przypuszcza się, że morderstwa dokonali: Albert Anselmi i John Scalise (obaj zamordowani 7 maja 1929 roku przez Ala Capone) oraz Frankie Yale (to on miał uścisnąć dłoń Diona).